# Juntos a la par
«Juntos a la par» es una canción compuesta por Yulie Ruth y popularizada por el músico argentino Norberto "Pappo" Napolitano, más conocido como Pappo y es la cuarta canción que forma parte de su álbum Buscando un amor (2003). Fue considerada por la revista Rolling Stone como la 7° mejor canción de la lista "Las 50 mejores canciones nacionales" de la década del 2000.

## Historia
El autor original de "Juntos a la par", Yulie Ruth contó en un reportaje que un día Pappo fue al estudio a escuchar una de sus canciones, ya que este sabía que Ruth escribía y había escuchado su primer álbum, el cual le había gustado mucho. Ruth le presentó dos o tres de sus temas y el guitarrista después le pidió uno más. Entonces el autor le mostró "Juntos a la par" y Pappo le dijo: "¡Esta!".

"Para mí es un orgullo que me haya grabado porque él no era un artista que se caracterizaba por grabar canciones de otros. Y que se haya fijado en mí, fue un honor".
Yulie Ruth. 

## Interpretación
La letra puede entenderse como la historia de un hombre soltero que busca un ideal, un futuro y armar una familia. El protagonista de la canción busca no caer en las tentaciones, ir derecho y confiar en su propia fe. Algunas fuentes malinterpretaron el significado de la letra, entendiendo que la misma hablaba de una chica que está rezando en una iglesia porque su novio se fue a pelear a la guerra de las Malvinas, lo cual es falso. Otra interpretación que se le atribuye al estribillo de la canción es la de los motociclistas que se juntan para realizar una travesía en ruta, circunstancia que fue precisamente la que le costó la vida al guitarrista.
Otro punto de vista es de una pareja que al pasar los años siguen juntos para envejecer, conociendose uno al otro íntimamente. Van a la par en la vida atravesando años y personas que rodea

## Versiones
- Pappo en su disco Buscando un amor del año 2003
- Adrián Otero en su segundo y último álbum solista El jinete del Blues de 2012
- Daniela Herrero en su disco Madre de 2012
- Vane Ruth (cantante y compositora de música country y esposa de Yulie Ruth). Fue la primera artista en versionarla en inglés en su disco Por El Camino Del Country - Country Road (2012)
- Paz Díaz Colodrero en la Segunda Temporada del programa Elegidos (La música en tus manos) (2015)